# Бајеровце
Бајеровце (слч. Bajerovce) насељено је мјесто са административним статусом сеоске општине (слч. obec) у округу Сабинов, у Прешовском крају, Словачка Република.

## Становништво
| Година:    | 1994. | 2004.    | 2014.    | 2024.   |
| ---------- | ----- | -------- | -------- | ------- |
| Број људи: | 390   | 330      | 295      | 270     |
| Разлика:   |       | -15,38 % | -10,60 % | -8,47 % |

| Година:    | 2023. | 2024.   |
| ---------- | ----- | ------- |
| Број људи: | 267   | 270     |
| Разлика:   |       | +1,12 % |

Према подацима о броју становника из 2011. године насеље је имало 307 становника.